# Drážďanský akord
Drážďanský akord (z fr. accord, narovnání, smlouva) je označení pro smlouvu, kterou se 28. února 1621 vzdali slezští stavové po potlačení českého stavovského povstání králi Ferdinandu II. Oproti stavům zbylých českých zemí získali za podpory saského kurfiřta Jana Jiřího beztrestnost a svobodu luteránského náboženství, díky které nebyla rekatolizace ve Slezsku tak silná jako v Čechách a na Moravě.